# 天使と悪魔 (映画)
『天使と悪魔』（てんしとあくま、Angels & Demons）は、2009年のアメリカ合衆国のミステリスリラー映画。5月15日のアメリカ公開を筆頭に世界各地で同時期に一斉公開された。原作はダン・ブラウンの同名小説『天使と悪魔』。同作者による小説『ダ・ヴィンチ・コード』を映画化した2006年のヒット映画『ダ・ヴィンチ・コード』の続編となり、主人公も同一である。原作においては『天使と悪魔』がシリーズ第1弾であり、続編が『ダ・ヴィンチ・コード』であるが、映画では時系列を入れ替えている。また、『ダ・ヴィンチ・コード』が原作にほぼ忠実だったのに対し、本作はかなり脚色が加えられている。
監督は前作に引き続きロン・ハワード、その他の主なスタッフも続投している。ただし脚本には新たにデヴィッド・コープを迎え入れ、原作者ダン・ブラウンは今回は製作総指揮のみで脚本には参加していない。主人公のロバート・ラングドン役も前作に引き続きトム・ハンクスが演じる。ヒロインのヴィットリア・ヴェトラ役は、ナオミ・ワッツが筆頭候補だったが、最終的にはイスラエル人女優のアイェレット・ゾラーが抜擢される形となった。
映画のパンフレットやジャケット等で使われている右面が天使、左面が悪魔になっている像（天使と悪魔像）は彫刻家マーティンス・ミートンが本作のために制作した架空の像でありバチカン周辺に実在していない。そのため映画を鑑賞した多くの人から誤解をよんだ。

## ストーリー
10億人のカトリック信徒を束ねるローマ教皇が死去し、バチカン市国には全国から枢機卿や信徒が集まりコンクラーベが開催されることになった。そんな中、CERNの(欧州原子核共同研究機構)での実験により作り出された反物質が盗まれ、そこで研究していた研究者も殺害される。前作の事件以来バチカンから睨まれていたロバート・ラングドン教授の元をバチカン警察の捜査官が訪れ、内密に捜査を依頼する。次期教皇の有力候補者である4人の枢機卿が拉致され、アンビグラムが描かれた脅迫状が届けられたという。ロバートは脅迫状を見て、科学を信奉してカトリック教会に弾圧された秘密結社「イルミナティ」による犯行だと確信し、捜査に協力するためバチカンに向かう。バチカンに到着したロバートは、バチカン警察のオリヴェッティ刑事とスイス衛兵隊のリヒター隊長と面会する。情報公開に協力的なオリヴェッティとは対照的に、信仰心の篤いリヒターは前作の一件でカトリック教会の権威を損なおうとしたロバートに非協力的な態度をとる。
バチカンには犯人からの新たな脅迫テープが届き、「午後8時から1時間おきに枢機卿を殺し、最後にバチカンを滅ぼす」とメッセージがあった。スイスから呼ばれたヴィットリア・ヴェトラ博士は、研究中だった反物質を盗まれたことを語り、爆発すればバチカンが消滅するほどのエネルギーを有していることを語る。ロバートは枢機卿たちの処刑場となるイルミナティの教会を探すため、教皇に育てられた孤児でカメルレンゴ（秘書長）であるマッケンナ司祭の協力を得てバチカンの国立書簡庫に入り、イルミナティのメンバーだったガリレオ・ガリレイの記録を調べる。その結果、第一の処刑場がカペラ・デッラ・テーラ礼拝堂だと判明し、ロバートとヴィットリアはオリヴェッティと共に礼拝堂に向かうが、既に枢機卿は殺害された後だった。ロバートは礼拝堂の彫刻がジャン・ロレンツォ・ベルニーニによって作られたものであり、彼もイルミナティのメンバーだと考え、彼が作ったサン・ピエトロ広場に急行する。バチカン警察の捜査官たちと共に周囲を捜索するが、そこでは2人目の枢機卿が殺害されていた。事態の深刻さを憂慮したマッケンナは事件を公表して群衆を避難させようとするが、シュトラウス枢機卿の意を受けたシメオン神父はこれを拒否してコンクラーベを続行させる。
ロバートは再び書簡庫に入り処刑場を探すが、酸素の供給を止められ命の危険にさらされる。ガラスを突き破って脱出に成功したロバートは、次の処刑場であるサンタ・マリア・デッラ・ヴィットーリア教会に向かうが、同行するオリヴェッティに対してバチカン内部にイルミナティのスパイがいる可能性を告げる。ロバートたちが教会に到着すると、そこでは3人目の枢機卿が火あぶりにされていた。ロバートは枢機卿を助けようとするが、殺し屋によってオリヴェッティたちは殺害され、枢機卿を助けることは出来なかった。同じ頃、ヴィットリアから「教皇は毒殺された可能性がある」と指摘されたマッケンナは教皇の遺体と対面し、その指摘が事実であることを確認する。マッケンナは慣例を破ってコンクラーベの部屋に入り、改めてコンクラーベの中止を訴えるが、シュトラウスは訴えを退ける。マッケンナが退室した後、シメオンはシュトラウスに対し、「候補者たちが死んだ今、あなたが次期教皇に名乗りを上げるべきだ」と訴え、シュトラウスもそれを受け入れる。
ヴィットリアは、殺害された同僚シルバーノ博士の日記帳を取り寄せて事件の手掛かりを探すが、リヒターに日記帳を押収されてしまう。リヒターはロバートにサン・ピエトロ大聖堂に戻るように指示するが、ロバートは指示を無視してナヴォーナ広場に向かい、4人目のバッジア枢機卿が噴水に突き落とされる場面に出くわす。ロバートは周囲の人々の助けを借りて枢機卿を助けることに成功し、監禁されていた場所を聞き出すと反物質が隠されているサンタンジェロ城に急行する。ヴィットリアやイタリア軍警察と合流したロバートはサンタンジェロ城内を捜索するが、軍警察は反物質を発見出来ずに城内を出て行く。ロバートとヴィットリアは城内の部屋に入り込み、そこに置かれていた焼き印から、イルミナティが5人目の生贄としてカメルレンゴ（マッケンナ）を狙っていることを察知する。2人はバチカンと連絡を取ろうとするが、殺し屋と出くわし携帯電話を捨てさせられてしまう。殺し屋が立ち去った後、2人は秘密通路を通りバチカンに戻り、その途中で殺し屋の乗った車が爆破される場面を目撃する。
サン・ピエトロ大聖堂に到着した2人は、捜査官たちにマッケンナに危機が迫っていることを告げるが、同時に教皇執務室からマッケンナの叫び声が聞こえてくる。捜査官たちが部屋に突入すると、そこには焼き印を押されたマッケンナと銃を向けたリヒターがいた。リヒターは捜査官たちに射殺される。さらに、マッケンナはシメオンをイルミナティのメンバーだと告げ、彼も射殺される。死の直前、リヒターは無言でロバートに執務室にある日記と監視モニターの鍵を渡す。マッケンナは枢機卿と群衆を避難させるように指示し、ロバートたちと共に反物質の解除に向かう。しかし、爆発まで時間がないことを知ったマッケンナは、反物質を持ちヘリコプターに乗り込み、上空で反物質を爆破する。爆破直前にパラシュートで脱出したマッケンナは群衆からの称賛を浴び、シュトラウスが反対する中、他の枢機卿たちは彼を次期教皇に推す。
ロバートとヴィットリアは、リヒターの執務室から監視モニターを見付け、教皇執務室でのリヒターとマッケンナの会話を見付け出す。リヒターはヴィットリアの日記帳を調べ、教皇を殺したのがマッケンナだという証拠を見付け出し、コンクラーベ終了後に事実を公表するようにシメオンに伝えていた。マッケンナはシルバーノの研究に理解を示していた教皇を異端者として殺したことを暴露し、自身の身体に焼き印を押してリヒターに襲われたように偽装していた。映像を確認したシュトラウスは捜査官たちにマッケンナを逮捕するように指示するが、追い詰められたマッケンナは大聖堂内で焼身自殺する。事件の解決後、一連の事実は伏せられ、亡くなった3人の枢機卿は大聖堂の火災で、マッケンナはパラシュート降下時の内臓損傷で死亡したことにされる。そしてコンクラーベが再開され、ロバートに助け出されたバッジア枢機卿が新教皇に選出され、シュトラウスが新しいカメルレンゴとなる。

## キャスト
| 役名                                    | 俳優                               | 日本語吹替 |
| --------------------------------------- | ---------------------------------- | ---------- |
| ロバート・ラングドン                    | トム・ハンクス                     | 江原正士   |
| パトリック・マッケンナ （カメルレンゴ） | ユアン・マクレガー                 | 平田広明   |
| ヴィットリア・ヴェトラ                  | アイェレット・ゾラー               | 相沢恵子   |
| リヒター                                | ステラン・スカルスガルド           | 村井国夫   |
| オリヴェッティ                          | ピエルフランチェスコ・ファヴィーノ | 小山力也   |
| ミスター・グレイ （ハサシン）           | ニコライ・リー・カース             | 咲野俊介   |
| シャルトラン                            | トゥーレ・リントハート             | 鳥海勝美   |
| シュトラウス                            | アーミン・ミューラー＝スタール     | 有川博     |
| シメオン神父                            | コジモ・ファスコ                   | 金尾哲夫   |
| シルバーノ・ベンティヴォリオ            | カーメン・アルジェンツィアノ       | 丸山詠二   |
| エブナー                                | カート・ローウェンズ               | 佐々木敏   |
| バッジア：プリフェリーティ              | マーク・フィオリーニ               | 伊井篤史   |
| アメリカ人リポーター                    | スティーヴ・ケーラ                 | 阿部祐二   |
| フィリップ                              | ゼイヴィア・J・ネイサン            | 伊藤和晃   |
| クラウディオ・ヴィンチェンジー          | デヴィッド・パスクエジ             | 今拓哉     |
| ベック                                  | ランス・ハワード                   | 丸山詠二   |
| ペトロフ                                | エリヤ・バスキン                   | 佐々木敏   |
| コルバート                              | スティーヴ・フランケン             | 向井修     |
| ヴァレンティ                            | ヴィクター・アルフィエリ           | 村治学     |
| バックマン                              | ジョナス・フィッシュ               | 根本泰彦   |
| 案内人                                  | アンナ・カタリーナ                 | 一柳みる   |
| 科学者                                  | エンドレ・ヒューレス               | 石井隆夫   |
| 科学者                                  | シェリル・ハワード                 | 東條加那子 |
| イギリス人リポーター                    | ウルスラ・ブルックス               | 小宮山絵理 |
| イギリス人リポーター2                   | ラシュミ                           | タルタエリ |
| 司祭                                    | エイダン・ブリストフ               | 五王四郎   |
| ウェバー                                | トーマス・モリス                   | 白石充     |
| 抗議する男性                            | ラフィ・ディ・ブラシオ             | 永田昌康   |
| 抗議する女性                            | ヴァーナ・サルヴィアッティ         | 小幡あけみ |
| 警官                                    | ホセ・アセベド                     | 中嶋将平   |
| 隊員                                    | トッド・シュナイダー               | 竹内良太   |
| 隊員2                                   | エマニュエル・セッチ               | 長島真祐   |
| カメラマン                              | デイヴ・ジョンソン                 | 佐藤健輔   |

## スタッフ
- 監督：ロン・ハワード
- 脚本：デヴィッド・コープ、アキヴァ・ゴールズマン
- 製作：ブライアン・グレイザー、ロン・ハワード、ジョン・コーリー
- 原案：ダン・ブラウン
- 製作総指揮：トッド・ハロウェル、ダン・ブラウン
- 撮影監督：サルヴァトーレ・トティーノ
- 美術：アラン・キャメロン
- 編集：ダニエル・P・ハンリー、マイク・ヒル
- VFXスーパーバイザー：アンガス・ビッカートン
- 衣装：ダニエル・オーランディ
- 共同制作：キャスリーン・マクギル、ルイザ・ヴェリス、ウィリアム・M・コナー
- 音楽：ハンス・ジマー
- 音楽監督：ボブ・バダーミ

日本語版
- 字幕版翻訳：戸田奈津子
- 吹き替え版翻訳：松崎弘幸
- 翻訳監修：越前敏弥

## 製作
当初、撮影は2008年2月より予定されていたが、2007年から2008年に起こった全米脚本家組合ストライキによって製作がストップ、スケジュールが延期されたことにより、撮影開始が同年6月にずれ込んだ。公開は2008年12月を予定していたが、これも2009年5月に順延された。
ロケはローマなどで行われたが、ロケを予定していた2つの教会で撮影許可が下りないハプニングがあった。

## 評価
レビュー・アグリゲーターのRotten Tomatoesでは259件のレビューで支持率は37%、平均点は5.10/10となった。Metacriticでは36件のレビューを基に加重平均値が48/100となった。

## Blu-ray/DVD
2009年10月28日にソニー・ピクチャーズ エンタテインメントよりBlu-ray Disc/DVDの2フォーマットをリリース。2016年10月12日には Blu-ray Discの限定盤と4K Ultra HD Blu-rayをリリース。
- 4K Ultra HD Blu-ray
  - 天使と悪魔 4K Ultra HD ＆ブルーレイセット ※2016年10月12日/2枚組/通常版

- Blu-ray
  - 天使と悪魔 スペシャル・エディション ※2009年10月28日/2枚組/通常版
  - 天使と悪魔 スペシャル・エディション ※2010年4月16日/1枚組/廉価版
  - 天使と悪魔 Mastered in 4K ※2013年12月20日/1枚組/廉価版

※本編は約138分の劇場公開版に加え、それよりも長い約146分のエクステンデッド版も収録。
- - ダ・ヴィンチ・コード＆天使と悪魔　ブルーレイ・コンプリート・エディション ※2016年10月12日/5枚組/初回生産限定

- DVD
  - 天使と悪魔 コレクターズ・エディション ※2009年10月28日/1枚組/通常版

※本編は劇場公開版のみを収録。

## テレビ放送
- 2011年4月9日(土)、21:15-23:55、フジテレビで地上波初放送された。30分拡大、15分繰下げ。
- 2016年10月29日(土)、21:00-23:30、フジテレビで地上波放送された。4Kレストア版、20分拡大。
- 2020年7月8日(水)、19:30-21:54、BSテレ東で放送される。

### 地上波放送履歴
| 回数 | 放送局     | 番組名         | 放送日         | 放送時間      | 放送分数 | 平均世帯視聴率 | 備考                                |
| ---- | ---------- | -------------- | -------------- | ------------- | -------- | -------------- | ----------------------------------- |
| 1    | フジテレビ | 土曜プレミアム | 2011年4月9日   | 21:15 - 23:55 | 160分    |                | 地上波初放送 30分拡大、15分繰下げ   |
| 2    | フジテレビ | 土曜プレミアム | 2016年10月29日 | 21:00 - 23:30 | 150分    | 8.4%           | 20分拡大 4Kレストア版が放送された。 |